# نالوت
شهری است در لیبی و مرکز استان نالوت در این کشور.